# Yani Yuzon
Yanny Yrastorza-Yuzon (7 de marzo de 1978), conocido artísticamente como Yani Yuzon, es un cantante, actor y guitarrista filipino.

## Biografía
Yani Yuzon nació el 7 de marzo de 1978, es hermano mayor del cantante y guitarrista Yael Yuzon, miembro de la banda Esponja Cola. Además es de ascendencia española, de origen vasco. Sus padres son Johnny Yuzon y Elsa Yuzon, además tiene otra hermana menor llamada Isabel. Ha sido director de teatro en la Universidad Ateneo de Manila. Sus obras más famosas incluyen una adaptación sobre la cultura pop de Bertolt Brecht "ópera de tres centavos", "Linya", "Santuario" y entre otros.
Yani también ha escrito un guion para una serie de televisión difundida por la cadena ABS-CBN, serie televisiva bajo el título de "Bulilit Goin". También participó como actor interpretando a Liam en ABS-CBN en la serie "Kay Tagal en Kang Hinintay". Sus actuaciones también ha interpretado a Romeo bajo la producción del Teatro Metropolitano Gremio en la obra de Romeo y Julieta, junto a Ina Feleo, hija del actor filipino Johnny Delgado, quien interpretó el personaje de Julieta. Ha participado previamente en las entregas locales de otras obras de Shakespeare como "El mercader de Venecia " y "Macbeth". También protagonizó en una película independiente titulada "Tres muchachos" para Cinemanila. La película trata de una banda musical, en la que participaron otros artistas musicales como Marc Abaya (voz y guitarras), Ping Medina (bajo) y Yani Yuzon (batería). En la que fue dirigida por Kai Ming Leung y producida por Marie Jamora.

## Filmografía

### TV Show
- Goin' Bulilit - TV writer (2005 – presente)

## Discografía

### Con Pupil
Álbumes
- Beautiful Machines (2005)
- Wildlife (2007)

### Con Archipelago
Álbumes
- Travel Advisory (2009)

## Singles

### Con Pupil
- Nasaan ka?
- Dianética
- Nakakabaliw
- Gamu-Gamo
- me apartó
- Dulo ng Dila
- Sala
- monobloque
- Notificación de Desconexión
- Teacher's Pet
- Mundos Diferentes

### Con Archipelago
- RM
- 1 de mayo
- Caja Negra

- Datos: Q6169757